# Cratere Ome
Ome  è un cratere sulla superficie di Marte.